# Nêçîrvan Barzanî
Nêçîrvan Îdris Barzanî (Barzan, 21 settembre 1966) è un politico curdo, dal 2018 Presidente del Kurdistan iracheno.
È anche vicepresidente del Partito Democratico del Kurdistan dal 2010. In precedenza è stato primo ministro del Kurdistan iracheno dal 1999 al 2005 e ancora dal 2007 al 2009 e dal 2012 al 2019.

## Biografia
Nêçîrvan Barzanî è nato nel 1966 a Barzan, nel Kurdistan iracheno. Il nome Nêçîrvan significa cacciatore. Il cognome Barzani deriva dal suo luogo di nascita, Barzan. È il nipote di Mistefa Barzanî, politico curdo che guidò la resistenza armata contro il regime iracheno, ed è stato anche il fondatore del Partito Democratico del Kurdistan (KDP). Suo padre, Îdris Mistefa Barzanî e zio Masûd Barzani, sono stati anch'essi influenti politici curdo-iracheni. Nel 1975, Barzanî e la sua famiglia, insieme a decine di migliaia di curdi che vivevano sotto il regime iracheno, che perpetrava omicidi di massa, deportazioni forzate, genocidio culturale culminate nel genocidio dell'Anfal, furono costretti all'esilio in Iran.